# Odontosia grisea
Odontosia grisea är en fjärilsart som beskrevs av John Kern Strecker 1884. Odontosia grisea ingår i släktet Odontosia och familjen tandspinnare. Inga underarter finns listade i Catalogue of Life.